# Laurence Lascary
Laurence Lascary, née en janvier 1980 à Paris, est une productrice française de cinéma et de télévision.

## Biographie
Issue d'une famille guadeloupéenne, elle passe sa jeunesse à Bobigny (Seine-Saint-Denis). Elle entreprend un DUT de techniques de commercialisation puis un mastère en sciences de gestion. Après une année passée à Londres pour y perfectionner son anglais, elle décroche un mastère en marketing et distribution dans l'industrie audiovisuelle à la Sorbonne et à l'Institut national de l'audiovisuel. Elle travaille au sein de sociétés comme le service des ventes internationales de Studio Canal ou encore au bureau de New York d'Unifrance.
Lauréate du grand prix de l'opération Talents des Cités, elle fonde en 2008, la société De l'autre côté du Périph' (DACP), nommée en référence à un film de Bertrand Tavernier, pour valoriser l'image de la banlieue et ses réussite. DACP est installée d'abord à Montreuil puis à la Cité du cinéma à Saint-Denis. Elle milite un temps à l'association Les Indivisibles, participant aux premières cérémonies des Y'a bon awards.
Déplorant l'uniformité du monde du cinéma français, elle aspire à « banaliser la diversité : (...) La banalisation de la diversité c’est d’arrêter de raconter toujours les mêmes histoires avec les mêmes personnes. Quand on s’intéresse aux habitants des quartiers c’est toujours par le même prisme, le racisme, la violence, le sexisme, etc. La banalisation c’est de voir en fait l’universel qu’il y a dans chaque personne. »
En 2011, elle lance la Journée des Jeunes Producteurs Indépendants, puis la Fédération des jeunes producteurs indépendants (FJPI). Elle est membre du Collège diversité du ministère de la Culture et du Conseil national des villes (CNV). En 2016, elle lance le festival Dans Mon Hall avec la Mairie de Paris et soutient le festival Cinébanlieue à Saint-Denis.
Elle produit plusieurs documentaires de télévision (dont Les Marches de la liberté de Rokhaya Diallo ou Nos mères, nos daronnes diffusé en 2015 sur France 2) et des courts métrages, dont Minh Tâm réalisé par Vincent Maury en 2016 qui obtient 29 sélections dans des festivals à travers le monde.
Elle produit en 2016 premier long-métrage L’Ascension, pour lequel elle avait négocié avec l'éditeur dès 2013 les droits d'adaptation du livre Un Tocard sur le toit du monde de Nadir Dendoune. Réalisé par Ludovic Bernard, le film qui réunit Ahmed Sylla et Alice Belaïdi, raconte l'histoire vraie d'un habitant de Seine-Saint-Denis qui réussit sans préparation l'ascension de l'Everest. Le film remporte le prix du public et le grand prix du jury au festival international du film de comédie de l'Alpe d'Huez et réunit plus d’1,2 million d'entrées.
En 2018, elle produit le documentaire Partir ? réalisé par Mary-Noël Niba, qui interroge des clandestins d'origine subsaharienne de retour au pays après leur insertion ratée en Europe.
Elle est membre fondatrice du collectif 50/50 qui a pour but de promouvoir l’égalité des femmes et des hommes et la diversité dans le cinéma et l’audiovisuel,.
En 2020, elle devient conseillère municipale de Bobigny dans la majorité de gauche dirigée par Abdel Sadi.

## Décoration
Elle est nommée chevalière de l'ordre national du mérite le 2 mai 2017.